# Adelges kitamiensis
Adelges kitamiensis är en insektsart. Adelges kitamiensis ingår i släktet Adelges och familjen barrlöss. Inga underarter finns listade i Catalogue of Life.